# Alpine Vision Gran Turismo
L'Alpine Vision Gran Turismo è una concept car sportiva prodotta dalla casa automobilistica francese Alpine nel 2014.
È stata realizzata per celebrare i 60 anni del marchio ed è una vettura esclusiva per il videogioco di simulazione di guida Gran Turismo 6, sviluppato per la console PlayStation di casa Sony.

## Stile
Il frontale dell'Alpine Vision Gran Turismo richiama l'A110 con un cofano spiovente a forma di V e una nervatura centrale. I proiettori a LED a forma circolare evocano i fari fendinebbia delle berlinette da rally degli anni '60.
Questi elementi si integrano con un’aerodinamica moderna. Un ampio splitter dirige il flusso d'aria ai lati della scocca, il profilo dell'auto è caratterizzato da ampie prese d'aria che canalizzano il flusso dietro le ruote anteriori. I lunghi deflettori laterali posteriori richiamano le A210 e A220 della 24 Ore di Le Mans. Al posteriore, il fondo piatto culmina in una forma a cupola, mentre uno spoiler inferiore collega i passaruota alla scocca. In fase di frenata si attivano aerofreni integrati nel profilo della coda, azionati da pistoni idraulici.
L'abitacolo aperto, con il pilota posizionato a destra, riflette l'architettura tipica delle vetture sport-prototipo, adatta ai circuiti che girano in senso orario.

## Caratteristiche tecniche
La vettura virtuale è equipaggiata con un motore V8 a benzina da 4,5 litri che eroga 450 CV (331 kW) a 6500 giri/min e una coppia di 580 Nm a 2000 giri/min. Il motore è abbinato a un cambio sequenziale a sette marce che trasmette la potenza alle ruote posteriori. La vettura ha un peso totale di 900 kg con una distribuzione del peso 47:53 e raggiunge una velocità massima di 320 km/h.

## Alpine Vision Gran Turismo (2017)
L'Alpine Vision Gran Turismo del 2017 è una versione evoluta della concept car sportiva della casa francese che appare in Gran Turismo Sport e Gran Turismo 7. Presenta un'aerodinamica ottimizzata grazie all'aggiunta di uno spoiler anteriore, prese d'aria laterali e ali posteriori. È stata inoltre aggiunta una copertura all'abitacolo. La potenza del motore è stata aumentata fino a raggiungere 594 CV (443 kW).